# 무사 와귀에
무사 와귀에(프랑스어: Moussa Wagué, 1998년 10월 4일 ~ )는 세네갈의 축구 선수이다. 포지션은 오른쪽 수비수이다. 현재 크로아티아 리그의 고리차에서 뛰고 있다.

## 클럽 경력
2016년 11월 벨기에 KAS 오이펜과 계약했고, 2017년 1월 21일 KRC 헹크전에서 프로 데뷔를 했다.

## 국가대표 경력
2018년 6월 24일 일본과의 2018년 FIFA 월드컵 H조 2차전 경기에서 후반 26분 득점에 성공하였는데,
이 골은 월드컵에서 세네갈 축구 국가대표팀의 역대 최연소 골(19세)이다.